# Con le nuvole
Con le nuvole – singel Emmy Marrone, wydany 24 września 2010, pochodzący z albumu A me piace così. Autorem tekstu piosenki jest Roberto Casalino, zaś autorami muzyki Roberto Casalino oraz Dario Faini. Za produkcję utworu odpowiadał Pino Perris.
Singel był notowany na 16. miejscu na liście pięćdziesięciu najlepiej sprzedających się singli we Włoszech.
Teledysk do kompozycji został wyreżyserowany przez Roberto „Saku” Cinardi, a jego premiera odbyła się 15 października 2010.

## Notowania

### Pozycja na liście sprzedaży
| Kraj   | Notowanie (2010) | Najwyższa pozycja |
| ------ | ---------------- | ----------------- |
| Włochy | FIMI             | 16                |